# 존 웨틀랜드
존 칼 웨틀랜드(John Karl Wetteland, 1966년 8월 21일 ~ )는 미국의 전 프로 야구 선수이다. 메이저 리그 베이스볼(MLB)에서 구원 투수로 활약하였으며, 12시즌 동안 로스앤젤레스 다저스, 몬트리올 엑스포스, 뉴욕 양키스, 텍사스 레인저스에서 뛰었다. 통산 성적은 618경기에 출전해 765이닝을 던지며 48승 45패, 330세이브, 2.93의 평균자책점을 기록했다.